# Johannes Kern (Komponist)
Johannes Kern (* 5. Dezember 1965 in Fürstenfeld/Steiermark) ist ein österreichischer Komponist und Dirigent.

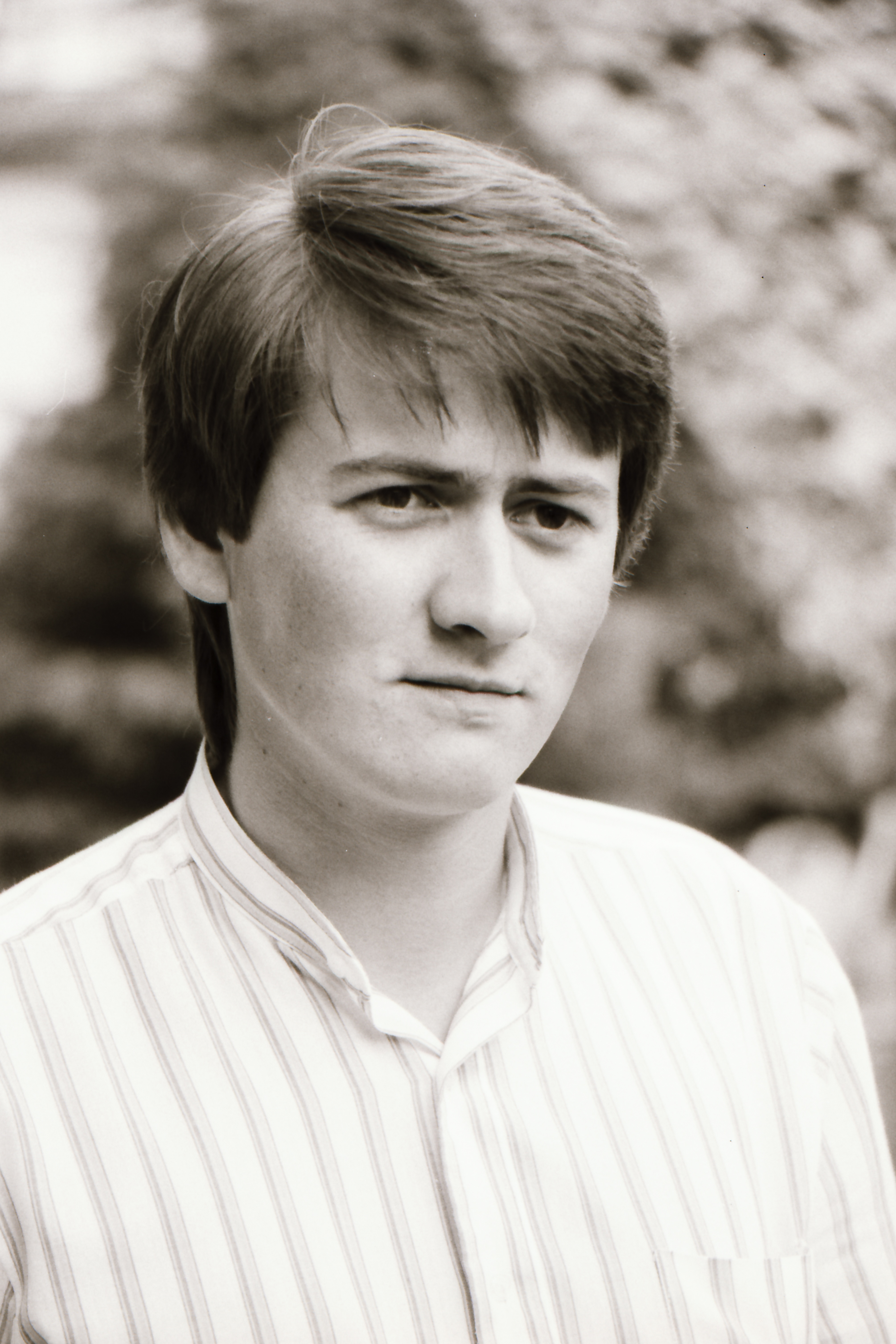
Johannes Kern

## Leben
Johannes Kern studierte an der Universität für Musik und darstellende Kunst Graz Dirigieren bei Milan Horvat und Komposition bei Iván Eröd.
Im Jahr 1985 begann Kern mit der Dirigiertätigkeit. Er erhielt im Jahr 1989 einen Lehrauftrag an der Universität für Musik und darstellende Kunst Graz und ist seit dem Jahr 1995 Vertragslehrer für Partiturspiel und Korrepetition ebenda. In den Jahren 1992/93 leitete er die Komponistenwerkstatt Deutschlandsberg und war von 1992 bis 1995 Betreuer der Bühnenmusik am Schauspielhaus Graz. Im Jahr 1995 gründete er die Veranstaltungsreihe hörrohr für zeitgenössische Musik in Graz.

## Auszeichnungen
- 1982: Musikförderpreis der Stadt Graz[3]
- 1983: Musikförderpreis der Stadt Gleisdorf

## Werke

### Ensemblemusik
- allegretto quasi andante – Trio für Flügelhorn, Harmonium und Tamtam (1989)[4]
- … und Apfelmus – Trio für Sopransaxophon, Flügelhorn und Klavier (1990)[4]
- Die Schlacht an der Beresina – Mikro-Oper für Figurentheater; Text: Wolfgang Bauer (1991)[4]
- Mio, mein Mio – Musik zum gleichnamigen Bühnenstück von Astrid Lindgren (1992)[4]
- Herzog Theodor von Gothland – Musik zum gleichnamigen Bühnenstück von Christian Dietrich Grabbe (1993)[4]
- Sonderbarer Traum – Besetzung: Englischhorn, Klarinette, Fagott, Horn, Perkussion, Klavier, Violine, Violoncello und Kontrabass (1993)[4]
- Die andere Seite der Stille – Bühnenmusik; Quintett für Flöte, Posaune, Tuba, Perkussion und Viola (1994)[4]
- Weill Goes Church – Sextett für Klarinette, Altsaxophon, Tuba, Perkussion, Orgel und Akkordeon (1994)[4]
- Der Gesang der Narren von Europa – Bühnenmusik nach Texten von Hans Raimund, Marie Thérèse Kerschbaumer, Zsuzsanna Gahse und Robert Bazlen (1994)[4]
- Adagio und Allegro – in memoriam Ernst Happel, Quintett für Klarinette, Fagott, Horn, Klavier und Violine (1994)[4]
- Als Eva einen Schnupfen hatte – Besetzung: Klarinette (auch Bassetthorn), Baritonsaxophon, Tuba, Perkussion, Orgel, Akkordeon und Viola (1995)[4]
- Happy Birthday To Me – Quintett für zwei Violinen, Akkordeon, Viola und Violoncello (1995/1996)[4]
- Das Konzert der Vögel – Terzett für Sopran, Alt und Bariton mit Quartett für Flöte, Bassklarinette, Perkussion und Viola; Text: Dzevad Karahasan  (1996)[4]

### Solomusik
- Klavierstücke 1988 – xxxxxxx (1988)[4]
- Wenn der Hoppevogel schreit – Soloinstrument(e), Vokalquintett für Sopran, Alt, Tenor, Bariton und Bass; Text: Joseph von Eichendorff (1990)[4]
- Pflanzenversammlung – Solo für Klavier (1991)[4]
- Drei Lieder – für Singstimme und Klavier nach Gedichten von Rainer Brambach (1996)[4]